# Санти-Андреа-э-Грегорио-Маньо-аль-Челио (титулярная церковь)
Титулярная церковь Санти-Андреа-э-Грегорио-Маньо-аль-Челио (лат. Titulus Sanctorum Andreæ et Gregorii ad Clivum Scauri) — титулярная церковь была создана 8 июня 1839 года Папой Григорием XVI, чтобы заменить титулярную церковь Святого Евсевия, титул которой он упразднил. Титулярная церковь принадлежит церкви Сан-Грегорио-Маньо-аль-Челио, являющейся местом поклонения католиков в историческом центре Рима. Церковь расположена на Целии, перед Палатином и возле Большого цирка.

## Список кардиналов-священников титулярной церкви Санти-Андреа-э-Грегорио-Маньо-аль-Челио
- Амброджо Бьянки, O.S.B.Cam. (11 июля 1839 — 3 марта 1856, до смерти);
- Микеле Вьяле-Прела (18 сентября 1856 — 15 мая 1860, до смерти);
- Анджело Квалья (30 сентября 1861 — 27 августа 1872, до смерти);
  - вакансия (1872 — 1875);
- Генри Мэннинг (31 марта 1875 — 14 января 1892, до смерти);
- Герберт Вон (19 января 1893 — 19 июня 1903, до смерти);
  - вакансия (1903 — 1907);
- Алессандро Луальди (18 апреля 1907 — 12 ноября 1927, до смерти);
- Дьёрдь Шереди, O.S.B. (22 декабря 1927 — 29 марта 1945, до смерти);
- Бернард Гриффин (22 февраля 1946 — 20 августа 1956, до смерти);
- Джон Фрэнсис О’Хара, C.S.C. (18 декабря 1958 — 28 августа 1960, до смерти);
- Хосе Умберто Кинтеро Парра (19 января 1961 — 8 июля 1984, до смерти);
  - вакансия (1984 — 1988);
- Эдмунд Казимир Шока (28 июня 1988 — 20 августа 2014, до смерти);
- Франческо Монтенегро (14 февраля 2015 — по настоящее время).